# Noc Konfesjonałów
Noc Konfesjonałów – przedwielkanocna akcja ewangelizacyjna polegająca na nocnej spowiedzi, organizowana przez Kościół katolicki od 2010 roku w niektórych kościołach na terenie Polski, ale również z zagranicy. Od roku 2012 akcja otwarta jest na wszystkie parafie gotowe włączyć się w dzieło Nocy Konfesjonałów; warunkiem jest w okresie Triduum (w Wielki Czwartek lub w Wielki Piątek) przeprowadzić spowiedź minimum do północy oraz zarejestrować parafię na oficjalnej stronie akcji. Mimo to akcje w poszczególnych miastach odbywają się także wcześniej, np. w 2013 roku w Białymstoku Noc Konfesjonałów miała miejsce już w dniach 15–16 marca, w Kaliszu – 27 marca (Wielka Środa), w Gliwicach i Zabrzu – 27 i 29 marca, a w Lublinie – 29 marca (w Wielki Piątek).

## Cele akcji
Akcja skierowana jest do wiernych Kościoła katolickiego, którzy z różnych przyczyn, zarówno subiektywnych jak i obiektywnych nie przystąpili do spowiedzi wielkanocnej. Pomysłodawcy i organizatorzy akcji uważają, że okres wieczorny i nocny sprzyja skupieniu i refleksji nad własnym życiem i pozwala w spokoju i ciszy dokonać aktu skruchy i pojednania poprzez spowiedź. Z tej formy spowiedzi mogą skorzystać wszyscy chętni, lecz szczególne zaproszenie kierowane jest do ludzi zagubionych, zniechęconych i często zaniedbujących udział w sakramentach. Ma w tym pomóc kampania promocyjna w przestrzeni publicznej, m.in. billboardy, którymi oznakowane są wybrane kościoły biorące udział w akcji oraz bannery na portalach diecezjalnych i parafialnych.
Akcję wspomaga aplikacja przygotowana na smartfony i tablety z systemem Android, która zawiera:
- rachunek sumienia,
- warunki dobrej spowiedzi,
- przewodnik "co i jak" w konfesjonale,
- zbiór popularnych modlitw, często stanowiących przedmiot pokuty,
- "apteczka duchowa",
- katalog kościołów uczestniczących w akcji.

Informacje o parafiach uczestniczących w akcji zostają publikowane wraz z opisem i fotografią
świątyni na interaktywnej mapie kościołów oraz w aplikacji mobilnej ułatwiającej dotarcie do świątyni osobom pragnącym przystąpić do sakramentu spowiedzi.
Pierwsza akcja została przeprowadzona w Szczecinie 2 kwietnia 2010 roku o godz. 21:37 w piątą rocznicę śmierci Jana Pawła II. Pierwszą odpowiedzią na włączenie się do Nocy Konfesjonałów było zgłoszenie się do pomocy w spowiedzi ojców Dominikanów z klasztoru w Szczecinie. W ciągu piętnastu lat Noc Konfesjonałów była organizowana w ponad 800 kościołach na terenie wszystkich diecezji. Na początku lutego 2014 roku, podczas wizyty „ad limina apostolorum”, biskupi opowiedzieli papieżowi Franciszkowi o Nocy Konfesjonałów. W rozmowie z KAI abp Józef Kupny przyznał, że papież Franciszek, w czasie spotkania z polskimi biskupami podkreślał, że żyjemy w czasach Bożego Miłosierdzia. Papież wyraził też zadowolenie z cieszącej się coraz większym zainteresowaniem akcji „Noc konfesjonałów”.
Koordynatorem Nocy Konfesjonałów jest ks. dr Grzegorz Adamski. 